# Велика Милешина
Велика Милешина је насељено место у саставу општине Мућ, Сплитско-далматинска жупанија, Република Хрватска.

## Историја
До територијалне реорганизације у Хрватској налазила се у саставу старе општине Солин.

## Становништво
На попису становништва 2011. године, Велика Милешина је имала 33 становника.
| Број становника по пописима | Број становника по пописима | Број становника по пописима | Број становника по пописима | Број становника по пописима | Број становника по пописима | Број становника по пописима | Број становника по пописима | Број становника по пописима | Број становника по пописима | Број становника по пописима | Број становника по пописима | Број становника по пописима | Број становника по пописима | Број становника по пописима | Број становника по пописима |
| --------------------------- | --------------------------- | --------------------------- | --------------------------- | --------------------------- | --------------------------- | --------------------------- | --------------------------- | --------------------------- | --------------------------- | --------------------------- | --------------------------- | --------------------------- | --------------------------- | --------------------------- | --------------------------- |
| 1857                        | 1869                        | 1880                        | 1890                        | 1900                        | 1910                        | 1921                        | 1931                        | 1948                        | 1953                        | 1961                        | 1971                        | 1981                        | 1991                        | 2001                        | 2011                        |
| 284                         | 312                         | 317                         | 323                         | 355                         | 233                         | 233                         | 255                         | 252                         | 222                         | 208                         | 118                         | 77                          | 35                          | 34                          | 33                          |

Напомена: Насеља под именом Мала Милешина и Велика Милешина исказују се од 1910. До 1900. исказивано је насеље под именом Милешине. За то бивше насеље садржи податке у наведеном периоду.

### Попис1991.
На попису становништва 1991. године, насељено место Велика Милешина је имало 35 становника, следећег националног састава:
| Попис 1991.‍ | Попис 1991.‍ | Попис 1991.‍ | Попис 1991.‍ | Попис 1991.‍ |
| ----------- | ----------- | ----------- | ----------- | ----------- |
|             |             |             |             |             |
| Хрвати      | Хрвати      |             | 35          | 100%        |
| укупно: 35  |             |             |             |             |